# Timarcha intermedia
Timarcha intermedia es una especie de insecto coleóptero de la familia Chrysomelidae.
Fue descrita científicamente en 1838 por Herrich-Schaeffer.